# Somme (riu)
El Somme (o Soma; del cèltic som 'tranquil'; llatí: Samara) és un riu de la Picardia que dona nom al departament del mateix nom. Amb 245 km de longitud, mor al Canal de la Mànega. El riu té un pendent suau i transcorre per terrenys formats bàsicament de creta amb un curs força regular. A la desembocadura forma un llarg estuari, la Badia del Somme. La diferència del nivell entre la plenamar i la baixamar que pot atényer més de deu metres, n'és un dels trets distintius.

## Principals afluents
- Dreta

1. Omignon
2. Hallue
3. Nièvre
4. Scardon

- Esquerra

1. Avre
2. Selle
3. Saint-Landon
4. Airaine
5. Amboise
6. Ancre

## Història
El Somme és famós pels jaciments del Paleolític del tipus acheulià trobats a les seves ribes. Un altre esdeveniment històric de renom ve per la conquesta normanda d'Anglaterra, duta en part gràcies a les naus que partien de la desembocadura del riu. Però el fet lligat al riu de més transcendència és la batalla del Somme de la Primera Guerra Mundial, amb victòria dels aliats sobre els alemanys.